# Rémi Garrigue
Rémi Garrigue, född 3 september 2004, är en fransk fäktare som tävlar i sabel.

## Karriär
Vid EM 2025 i Genua tog Garrigue guld i sabel efter att ha besegrat ungerske Áron Szilágyi i finalen.